# Voile aux Jeux olympiques
 (septembre 2013).
La voile est au programme des Jeux olympiques d'Athènes en 1896. Mais le très mauvais temps qui sévit le 1er avril provoque l'annulation des régates. En 1900 les régates disputées à Meulan et au Havre l'ont été dans le cadre des Concours d'exercices physiques et de sports, et organisées par le Comité idoine de l'Exposition Universelle de 1900 à Paris, puis leurs résultats récupérés par le CIO vers 1920 pour constituer un palmarès des Jeux de Paris. Les premières véritables compétitions olympiques à voile ont eu lieu en 1908 à Londres.
Au fil des années, la formule de la compétition et les classes de bateaux ont souvent changé selon la popularité des différents bateaux. Les embarcations sont aujourd'hui des monotypes répartis selon des classes de poids et de jauges identiques.
Le programme olympique de la Voile, initialement complètement mixte, se compose désormais d’une grande majorité d'épreuves  par sexe, féminines et masculines, les épreuves mixtes devenant l'exception.
Par extension, l'expression « voile olympique » désigne également les compétitions courues sur ces différents bateaux.

## Épreuves
Les épreuves sont tout d'abord courues sur des voiliers dont les équipages peuvent être mixtes. Depuis 1952 le Finn, dériveur en solitaire, est réservé aux hommes. La première épreuve féminine est courue en 1988, sur 470, le même dériveur étant utilisé pour une épreuve masculine. En 1992 les féminines peuvent régater également séparément en solitaire sur l'Europe, et en planche à voile. En 2012 il n'y a plus d'épreuve mixte au programme. Pour 2016, le Nacra 17 (catamaran capable de voler) fait son apparition pour une épreuve mixte. On note la disparition du Star présent depuis 1932.
Le tableau suivant récapitule les différentes épreuves depuis 1900.
| Classe                   | 96 | 00  | 04 | 08 | 12 | 20  | 24 | 28 | 32 | 36 | 48 | 52 | 56 | 60 | 64 | 68 | 72 | 76 | 80 | 84 | 88 | 92 | 96 | 00 | 04 | 08 | 12 | 16 | Total |
| ------------------------ | -- | --- | -- | -- | -- | --- | -- | -- | -- | -- | -- | -- | -- | -- | -- | -- | -- | -- | -- | -- | -- | -- | -- | -- | -- | -- | -- | -- | ----- |
| 0.5 t Jauge Godinet      |    | Mx2 |    |    |    |     |    |    |    |    |    |    |    |    |    |    |    |    |    |    |    |    |    |    |    |    |    |    | 1     |
| 0.5–1 t JG               |    | M   |    |    |    |     |    |    |    |    |    |    |    |    |    |    |    |    |    |    |    |    |    |    |    |    |    |    | 1     |
| 1-2 tx JG                |    | Mx2 |    |    |    |     |    |    |    |    |    |    |    |    |    |    |    |    |    |    |    |    |    |    |    |    |    |    | 1     |
| 2-3 tx JG                |    | Mx2 |    |    |    |     |    |    |    |    |    |    |    |    |    |    |    |    |    |    |    |    |    |    |    |    |    |    | 1     |
| 3-10 tx JG               |    | M   |    |    |    |     |    |    |    |    |    |    |    |    |    |    |    |    |    |    |    |    |    |    |    |    |    |    | 1     |
| 10–20 tx JG              |    | M   |    |    |    |     |    |    |    |    |    |    |    |    |    |    |    |    |    |    |    |    |    |    |    |    |    |    | 1     |
| Toutes catégories        |    | M   |    |    |    |     |    |    |    |    |    |    |    |    |    |    |    |    |    |    |    |    |    |    |    |    |    |    | 1     |
| 6 mètres JI              |    |     |    | M  | M  | Mx2 | M  | M  | M  | M  | M  | M  |    |    |    |    |    |    |    |    |    |    |    |    |    |    |    |    | 9     |
| 7 mètres JI              |    |     |    | M  |    | M   |    |    |    |    |    |    |    |    |    |    |    |    |    |    |    |    |    |    |    |    |    |    | 2     |
| 8 mètres JI              |    |     |    | M  | M  | Mx2 | M  | M  | M  | M  |    |    |    |    |    |    |    |    |    |    |    |    |    |    |    |    |    |    | 7     |
| 12 mètres JI             |    |     |    | M  | M  | Mx2 |    |    |    |    |    |    |    |    |    |    |    |    |    |    |    |    |    |    |    |    |    |    | 3     |
| 10 mètres JI             |    |     |    |    | M  | Mx2 |    |    |    |    |    |    |    |    |    |    |    |    |    |    |    |    |    |    |    |    |    |    | 2     |
| 6.5m SI                  |    |     |    |    |    | M   |    |    |    |    |    |    |    |    |    |    |    |    |    |    |    |    |    |    |    |    |    |    | 1     |
| Dinghy International 12' |    |     |    |    |    | M   |    | M  |    |    |    |    |    |    |    |    |    |    |    |    |    |    |    |    |    |    |    |    | 2     |
| Dinghy International 18' |    |     |    |    |    | M   |    |    |    |    |    |    |    |    |    |    |    |    |    |    |    |    |    |    |    |    |    |    | 1     |
| Classe 30 m2             |    |     |    |    |    | M   |    |    |    |    |    |    |    |    |    |    |    |    |    |    |    |    |    |    |    |    |    |    | 1     |
| Classe 40 m2             |    |     |    |    |    | M   |    |    |    |    |    |    |    |    |    |    |    |    |    |    |    |    |    |    |    |    |    |    | 1     |
| Monotype olympique       |    |     |    |    |    |     | M  |    |    |    |    |    |    |    |    |    |    |    |    |    |    |    |    |    |    |    |    |    | 1     |
| Snowbird (12')           |    |     |    |    |    |     |    |    | M  |    |    |    |    |    |    |    |    |    |    |    |    |    |    |    |    |    |    |    | 1     |
| Star                     |    |     |    |    |    |     |    |    | M  | M  | M  | M  | M  | M  | M  | M  | M  |    | M  | M  | M  | M  | M  | M  | h  | h  | h  |    | 18    |
| Olympia Jolle            |    |     |    |    |    |     |    |    |    | M  |    |    |    |    |    |    |    |    |    |    |    |    |    |    |    |    |    |    | 1     |
| Firefly                  |    |     |    |    |    |     |    |    |    |    | M  |    |    |    |    |    |    |    |    |    |    |    |    |    |    |    |    |    | 1     |
| Swallow                  |    |     |    |    |    |     |    |    |    |    | M  |    |    |    |    |    |    |    |    |    |    |    |    |    |    |    |    |    | 1     |
| Dragon                   |    |     |    |    |    |     |    |    |    |    | M  | M  | M  | M  | M  | M  | M  |    |    |    |    |    |    |    |    |    |    |    | 7     |
| 5,5 mètres JI            |    |     |    |    |    |     |    |    |    |    |    | M  | M  | M  | M  | M  |    |    |    |    |    |    |    |    |    |    |    |    | 5     |
| Finn                     |    |     |    |    |    |     |    |    |    |    |    | h  | h  | h  | h  | h  | h  | h  | h  | h  | h  | h  | h  | h  | h  | M  | h  | h  | 17    |
| Sharpie 12 m2            |    |     |    |    |    |     |    |    |    |    |    |    | M  |    |    |    |    |    |    |    |    |    |    |    |    |    |    |    | 1     |
| Flying Dutchman          |    |     |    |    |    |     |    |    |    |    |    |    |    | M  | M  | M  | M  | M  | M  | M  | M  | M  |    |    |    |    |    |    | 9     |
| Tempest                  |    |     |    |    |    |     |    |    |    |    |    |    |    |    |    |    | M  | M  |    |    |    |    |    |    |    |    |    |    | 2     |
| Soling                   |    |     |    |    |    |     |    |    |    |    |    |    |    |    |    |    | M  | M  | M  | M  | M  | M  | M  | M  |    |    |    |    | 8     |
| Tornado                  |    |     |    |    |    |     |    |    |    |    |    |    |    |    |    |    |    | M  | M  | M  | M  | M  | M  | M  | M  | M  |    |    | 9     |
| 470                      |    |     |    |    |    |     |    |    |    |    |    |    |    |    |    |    |    | h  | h  | h  | hf | hf | hf | hf | hf | hf | hf | hf | 11    |
| Planche à voile          |    |     |    |    |    |     |    |    |    |    |    |    |    |    |    |    |    |    |    | h  | h  | hf | hf | hf | hf | hf | hf | hf | 9     |
| Europe                   |    |     |    |    |    |     |    |    |    |    |    |    |    |    |    |    |    |    |    |    |    | f  | f  | f  | f  |    |    |    | 4     |
| Laser                    |    |     |    |    |    |     |    |    |    |    |    |    |    |    |    |    |    |    |    |    |    |    | M  | M  | M  | h  | h  | h  | 6     |
| 49er                     |    |     |    |    |    |     |    |    |    |    |    |    |    |    |    |    |    |    |    |    |    |    |    | M  | M  | M  | h  | h  | 5     |
| Yngling                  |    |     |    |    |    |     |    |    |    |    |    |    |    |    |    |    |    |    |    |    |    |    |    |    | f  | f  |    |    | 2     |
| Laser Radial             |    |     |    |    |    |     |    |    |    |    |    |    |    |    |    |    |    |    |    |    |    |    |    |    |    | f  | f  | f  | 3     |
| Elliott 6m               |    |     |    |    |    |     |    |    |    |    |    |    |    |    |    |    |    |    |    |    |    |    |    |    |    |    | f  |    | 1     |
| 49er FX                  |    |     |    |    |    |     |    |    |    |    |    |    |    |    |    |    |    |    |    |    |    |    |    |    |    |    |    | f  | 1     |
| Nacra 17                 |    |     |    |    |    |     |    |    |    |    |    |    |    |    |    |    |    |    |    |    |    |    |    |    |    |    |    | M  | 1     |
| Épreuves                 | 0  | 10  | 0  | 4  | 4  | 14  | 3  | 3  | 4  | 4  | 5  | 5  | 5  | 5  | 5  | 5  | 6  | 6  | 6  | 7  | 8  | 10 | 10 | 11 | 11 | 11 | 10 | 10 | 34    |

Notes :
- M : Équipages mixtes
- h : Équipages masculins
- f : Équipages féminins
- x2 : 2 épreuves
- Type de Planche à voile : Windglider, puis Lechner A-390 Division II, puis Mistral One Design puis RS:X.

## Voiliers olympiques

### Historique

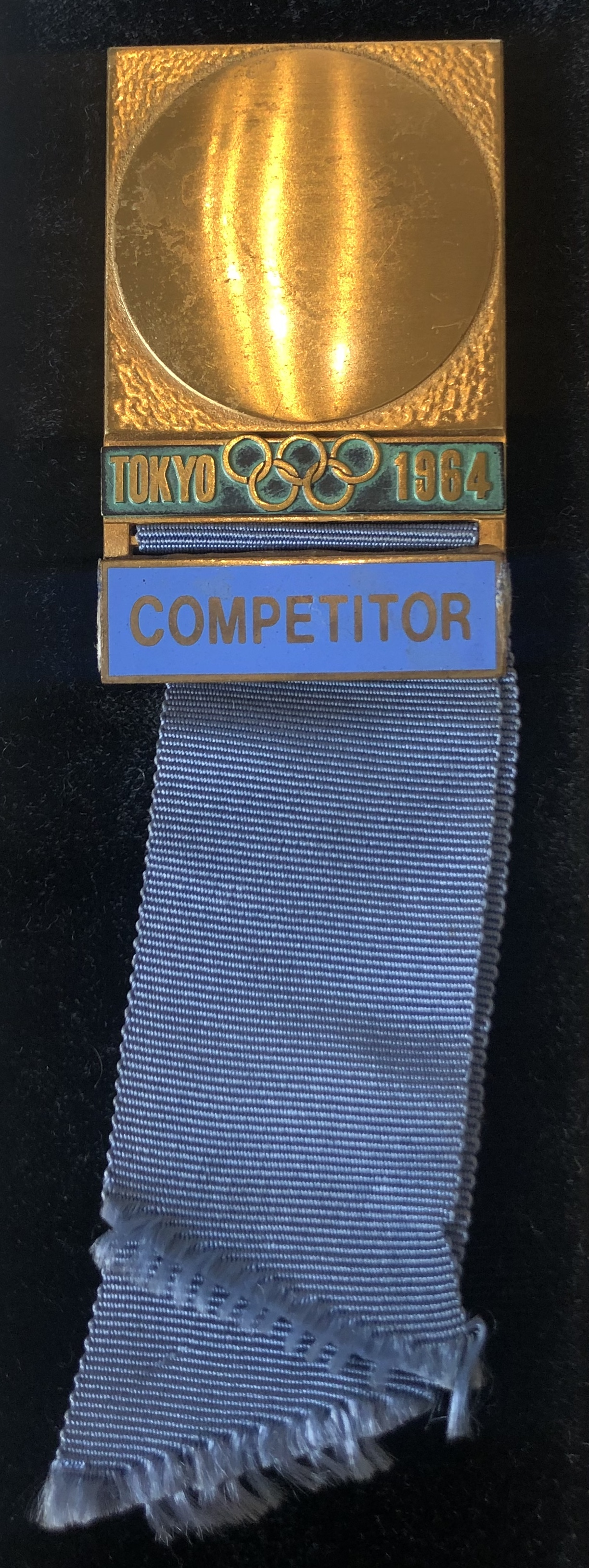

Les bateaux en compétition, en 1900, sont d'abord des voiliers à jauge française de 1892, la jauge Godinet, puis se conforment à la Jauge internationale. En 1920 apparaît la première régate en monotype (tous les bateaux sont identiques) avec le Dinghy International 12' qui est aussi le premier dériveur utilisé aux JO. Ce type de bateau devient majoritaire après la Seconde Guerre mondiale.
Afin de codifier la compétition, un certain nombre de bateaux ont été agréés série olympique. Ces agréments ont évolué avec le temps ; suivant les évolutions techniques et les types de bateaux disponibles sur le marché, d'anciens types ont été remplacés par de plus modernes. La compétition en voile aux Jeux olympiques moderne se limite aux dériveurs en simple ou en double, catamarans de sport et quillards de moyenne taille en équipage. La course est du type régate en flotte et en match racing à partir de 2012.

### Type de bateaux ayant étésérie olympique
- Les bateaux jaugés en tonneaux selon la jauge française de 1892, la jauge Godinet, pour les Jeux de 1900
- Le 15 m JI : quillard, S.O uniquement pour les Jeux de 1908 (n'a pas couru, pas de concurrents)
- Le 12 m JI : quillard, S.O pour les Jeux de 1908, 1912 et 1920
- Le 10 m JI : quillard, S.O pour les Jeux de 1912 et 1920
- Le 9 m JI : quillard, S.O uniquement pour les Jeux de 1920
- Le 8 m JI : quillard, S.O pour tous les Jeux de 1908 à 1936
- Le 7 m JI : quillard, S.O pour les Jeux de 1908 et 1920
- Le 6,5 m SI : quillard, S.O uniquement pour les Jeux de 1920 (Jauge française dite « chemin de fer »)
- Le 6 m JI : quillard, S.O pour tous les Jeux de 1908 à 1952
- Le 5,5 m JI : quillard, S.O pour tous les Jeux de 1952 à 1968
- Le 40 m2 : quillard, S.O uniquement pour les Jeux de 1920 (jauge : Square Metre Rule)
- Le 30 m2 : quillard, S.O uniquement pour les Jeux de 1920 (Square Metre Rule)

- Le Dinghy International 12' : dériveur en double en 1920, puis en solitaire en 1928, S.O pour les jeux de 1920 & 1928
- Le Monotype national : dériveur en solitaire, S.O pour les jeux de 1924
- Le Snowbird : dériveur en solitaire, S.O pour les jeux de 1932
- Le Star : quillard à deux équipiers, S.O. de 1932 à 1972, et depuis 1980
- L'Olympia Jolle : dériveur en solitaire, S.O pour les jeux de 1936
- Le Firefly : dériveur en solitaire, S.O pour les jeux de 1948
- Le Swallow : quillard à deux équipier, S.O pour les jeux de 1948, faisant doublon avec le Star
- Le Dragon : quillard à trois équipiers, S.O. de 1948 à 1972
- Le Sharpie 12 m2 : dériveur à deux équipier, S.O pour les jeux de 1956
- Le Tempest : quillard à deux équipier, présent avec le Star en 1972 et remplaçant le Star uniquement en 1976
- L'Europe : dériveur solitaire S.O à partir de 1992 n'est actuellement plus S.O et est remplacé par le laser radial comme S.O féminine depuis 2005.
- Le Soling : Quillard à trois équipiers, S.O. de 1972 à 2000
- Le Flying Dutchman : dériveur à deux équipiers, S.O depuis 1960
- La  Mistral, planche à voile (homme et femme) remplacée par la RS:X depuis 2005 Elle a été précédée par la Winglider, planche assez plate et primitive (JO de Los Angeles en 1984), première apparition officielle de la planche aux J.O.puis par la Lechner (planche aux formes rondes, instable mais performante, issue de la jauge IYRU Division 2) lors des deux éditions suivantes
- Le Tornado, catamaran S.O. de 1976 à 2008
- Le Yngling, S.O. 3 équipières en 2004 et 2008

### Type de bateausérie olympiqueen 2004
- Le Star : Quillard à deux équipiers, à nouveau S. O. depuis 1980
- Le Yngling : Quillard à trois équipières, S. O. depuis 2004
- le Finn : dériveur en solitaire, S.O. depuis 1952
- Le 470 : dériveur à deux équipiers, S.O. depuis 1976 pour les hommes, 1988 pour les femmes.
- Le Tornado, seul catamaran, deux équipiers mixte, S.O. depuis 1992
- Le Laser : dériveur en solitaire, S.O. depuis 1996
- L'Europe : dériveur en solitaire (femme), S. O. depuis 1992
- Le 49er : dériveur à deux équipiers, S.O. depuis 2000

### Type de bateausérie olympiqueen 2008
- La RS:X, nouvelle planche à voile (hommes et femmes) pour les JO de 2008
- Le Laser radial : dériveur solitaire (femmes), remplace l'Europe.

### Type de bateausérie olympiqueen 2012
Lors de l'ISAF Annual Conference 2008, le Conseil de l'ISAF réuni le 14 novembre 2008 à Madrid, Espagne, a décidé de retenir les séries suivantes pour les épreuves de voile aux Jeux olympiques de 2012 :

#### Hommes
- dériveur en solitaire (Men’s One Person Dinghy) : Laser (Laser Standard)
- dériveur lourd en solitaire (Men’s One Person Dinghy Heavy) : Finn
- dériveur à deux équipiers (Men’s Two Person Dinghy) : 470
- dériveur haute performance à deux équipiers (Men’s Two Person Dinghy High Performance) : 49er
- planche à voile (Men’s Windsurfer) : RS:X
- quillard (Men’s Keelboat) : Star

#### Femmes
- dériveur en solitaire (Women’s One Person Dinghy) : Laser Radial
- dériveur à deux équipières (Women’s Two Person Dinghy) : 470
- quillard de Match racing (Women’s Keelboat Match Racing : Elliott 6m (modifié, voilure réduite, pour 3 équipières seulement)
- planche à voile (Women’s Windsurfer) : RS:X

Les décisions remarquables sont le retrait du catamaran Tornado - il n'y a donc plus de multicoque - la création d'une épreuve de Match racing, pour les femmes, où le choix de l'Elliott 6m retire son statut olympique au Yngling et la réduction de 11 à 10 du nombre de catégories. La notion de série mixte disparait aussi (le Finn était mixte en 2008).

### Épreuves de voile aux Jeux olympiques d'été de 2016
Lors de la réunion 2012 de l'ISAF de mi-année qui s'est tenue à Sresa en Italie du 3 au 6 mai 2012, l'ISAF avait décidé de remplacer la planche à voile par le kitesurf aux Jeux olympiques d'été de 2016. Cependant, après réclamation,
son assemblée générale est revenue sur cette décision et a confirmé la planche au lieu du kitesurf dans la liste définitive :
- Planche hommes (Men's Board) : RS:X
- Planche femmes (Women's Board) : RS:X
- Dériveur léger en solitaire, hommes (Men's One Person Dinghy) : Laser
- Dériveur léger en solitaire, femmes (Women's One Person Dinghy) : Laser Radial
- Dériveur lourd en solitaire, hommes (Men's One Person Dinghy (heavy)) : Finn
- Dériveur en double, hommes (Men's Two Person Dinghy) : 470
- Dériveur en double, femmes (Women's Two Person Dinghy) : 470
- Skiff en double, hommes (Men's Skiff) : 49er
- Skiff en double, femmes (Women's skiff) : 49er FX (Mackay FX, 49er avec un gréement FX)
- Catamaran en double, mixte (Mixed Two Person Multihull) : Nacra 17

Le choix du catamaran s'est porté sur le Nacra 17 après une évaluation comparative des supports présélectionnés. Le catamaran Tornado avait disparu des épreuves de voile lors des Jeux de 2012. L'Elliott 6m et le match racing féminin sont retirés des compétitions olympiques, après leur introduction aux Jeux de 2012.
Le star (quillard) est également supprimé alors qu'il était a l'affiche des JO depuis 1932.

## Lieux des régates
| Année | Jeux                     | Lieu                              |
| ----- | ------------------------ | --------------------------------- |
| 1896  | Grèce, Athènes           | Pas d'épreuves                    |
| 1900  | Paris, France            | Le Havre, Meulan                  |
| 1904  | Saint Louis, États-Unis  | Pas d'épreuves                    |
| 1908  | Londres, Grande-Bretagne | Glasgow, Firth of Clyde, Ryde     |
| 1912  | Stockholm, Suède         | Nynäshamn                         |
| 1920  | Anvers, Belgique         | Ostende                           |
| 1924  | Paris, France            | Le Havre, Meulan                  |
| 1928  | Amsterdam, Pays-Bas      | Zuiderzee                         |
| 1932  | Los Angeles, États-Unis  | Los Angeles                       |
| 1936  | Berlin, Allemagne        | Kiel                              |
| 1948  | Londres, Grande-Bretagne | Torquay                           |
| 1952  | Helsinki, Finlande       | Helsinki, Liuskasaari             |
| 1956  | Melbourne, Australie     | Melbourne - Baie de Port Phillip  |
| 1960  | Rome, Italie             | Naples                            |
| 1964  | Tokyo, Japon             | Enoshima                          |
| 1968  | Mexico, Mexique          | Acapulco                          |
| 1972  | Munich, Allemagne        | Kiel                              |
| 1976  | Montréal, Canada         | Kingston (Ontario)                |
| 1980  | Moscou, URSS             | Tallinn                           |
| 1984  | Los Angeles, États-Unis  | Long Beach (Californie)           |
| 1988  | Séoul, Corée du Sud      | Busan                             |
| 1992  | Barcelone, Espagne       | Barcelone                         |
| 1996  | Atlanta, États-Unis      | Savannah (Géorgie)                |
| 2000  | Sydney, Australie        | Sydney                            |
| 2004  | Athènes, Grèce           | Athènes                           |
| 2008  | Pékin, Chine             | Qingdao                           |
| 2012  | Londres, Royaume-Uni     | Weymouth, Île de Portland         |
| 2016  | Rio de Janeiro, Brésil   | Rio de Janeiro, Baie de Guanabara |
| 2020  | Tokyo, Japon             | Tokyo, Baie de Sagami             |
| 2024  | Paris, France            | Marseille, Marina olympique       |

## Légendes olympiques
Les légendes olympiques sont souvent identifiées au regard d'un record établi par leur performance de vitesse ou de distance, le nombre de titres et de médailles qu'elles ont remportées à titre individuel ou par groupe.
D'autres repères sont possibles, tels que:
- Le fait d'être le, ou la première, des athlètes à être médaillé(e)s en compétition sur une épreuve,
- Le fait de pratiquer plusieurs disciplines.

De l'article détaillé cité en entête du tableau des médailles ressortent plusieurs légendes olympiques. La première femme à remporter l'Or par équipe, Hélène de Pourtalès . Virginie Hériot a également marqué l'histoire des jeux olympiques comme première médaillée Française féminine aux jeux olympiques de 1924 à Paris. 

## Tableau des médailles

### Par pays[7]
Le tableau ci-dessous présente le bilan, par nations, des médailles obtenues en voile lors des Jeux olympiques d'été, de 1900 à 2024. Le rang est obtenu par le décompte des médailles d'or, puis en cas d'ex æquo, des médailles d'argent, puis de bronze.
| Rang             | Nation                      | Or  | Argent | Bronze | Total |
| ---------------- | --------------------------- | --- | ------ | ------ | ----- |
| 1                | Grande-Bretagne             | 32  | 21     | 13     | 66    |
| 2                | États-Unis                  | 19  | 23     | 20     | 62    |
| 3                | Norvège                     | 17  | 11     | 5      | 33    |
| 4                | France                      | 15  | 15     | 21     | 51    |
| 5                | Australie                   | 14  | 9      | 8      | 31    |
| 6                | Espagne                     | 14  | 5      | 3      | 22    |
| 7                | Danemark                    | 13  | 10     | 9      | 32    |
| 8                | Suède                       | 10  | 15     | 14     | 39    |
| 9                | Pays-Bas                    | 10  | 9      | 11     | 30    |
| 10               | Nouvelle-Zélande            | 9   | 9      | 7      | 25    |
| 11               | Brésil                      | 8   | 3      | 8      | 19    |
| 12               | Italie                      | 6   | 3      | 8      | 17    |
| 13               | Autriche                    | 5   | 4      | 1      | 10    |
| 14               | Union soviétique            | 4   | 5      | 3      | 12    |
| 15               | Allemagne                   | 3   | 5      | 7      | 15    |
| 16               | Chine                       | 3   | 3      | 2      | 8     |
| 17               | Grèce                       | 3   | 2      | 3      | 8     |
| 18               | Belgique                    | 2   | 4      | 3      | 9     |
| 19               | Finlande                    | 2   | 2      | 7      | 11    |
| 20               | Allemagne de l'Ouest        | 2   | 2      | 3      | 7     |
| 21               | Allemagne de l'Est          | 2   | 2      | 2      | 6     |
| 22               | Israël                      | 2   | 1      | 2      | 5     |
| 23               | Équipe mixte                | 2   | 0      | 0      | 2     |
| 24               | Argentine                   | 1   | 5      | 5      | 11    |
| 25               | Ukraine                     | 1   | 2      | 2      | 5     |
| 26               | Suisse                      | 1   | 2      | 1      | 4     |
| 27               | Croatie                     | 1   | 2      | 0      | 3     |
| 28               | Pologne                     | 1   | 1      | 3      | 5     |
| 29               | Équipe unifiée d'Allemagne  | 1   | 1      | 1      | 3     |
| 30               | Bahamas                     | 1   | 0      | 1      | 2     |
| 31               | Hong Kong                   | 1   | 0      | 0      | 1     |
| 32               | Canada                      | 0   | 3      | 6      | 9     |
| 33               | Slovénie                    | 0   | 3      | 1      | 4     |
| 34               | Portugal                    | 0   | 2      | 2      | 4     |
| 35               | Japon                       | 0   | 2      | 1      | 3     |
| 36               | Chypre                      | 0   | 2      | 0      | 2     |
| 36               | Irlande                     | 0   | 2      | 0      | 2     |
| 38               | Russie                      | 0   | 1      | 2      | 3     |
| 39               | Hongrie                     | 0   | 1      | 1      | 2     |
| 40               | Antilles néerlandaises      | 0   | 1      | 0      | 1     |
| 40               | Cuba                        | 0   | 1      | 0      | 1     |
| 40               | Îles Vierges des États-Unis | 0   | 1      | 0      | 1     |
| 40               | Lituanie                    | 0   | 1      | 0      | 1     |
| 40               | Tchéquie                    | 0   | 1      | 0      | 1     |
| 45               | Estonie                     | 0   | 0      | 2      | 2     |
| 46               | Pérou                       | 0   | 0      | 1      | 1     |
| 46               | Singapour                   | 0   | 0      | 1      | 1     |
| Total 47 nations | Total 47 nations            | 205 | 197    | 190    | 592   |

### Par voilier
| Rang                                                | Nation                                              | Or                                                  | Argent                                              | Bronze                                              | Total                                               |                                                     |                                                     |
| au moins 2 médailles d'or et une médaille de bronze | au moins 2 médailles d'or et une médaille de bronze | au moins 2 médailles d'or et une médaille de bronze | au moins 2 médailles d'or et une médaille de bronze | au moins 2 médailles d'or et une médaille de bronze | au moins 2 médailles d'or et une médaille de bronze | au moins 2 médailles d'or et une médaille de bronze | au moins 2 médailles d'or et une médaille de bronze |
| --------------------------------------------------- | --------------------------------------------------- | --------------------------------------------------- | --------------------------------------------------- | --------------------------------------------------- | --------------------------------------------------- | --------------------------------------------------- | --------------------------------------------------- |
| 01                                                  | Ben Ainslie                                         | 4                                                   | 1                                                   | 0                                                   | 05                                                  | laser / finn                                        |                                                     |
| 02                                                  | Paul Elvstrøm                                       | 4                                                   | 0                                                   | 0                                                   | 04                                                  | firefly / finn                                      |                                                     |
| 03                                                  | Valentin Mankin                                     | 3                                                   | 1                                                   | 0                                                   | 04                                                  | finn / tempest / star                               |                                                     |
| 03                                                  | Jochen Schümann ,                                   | 3                                                   | 1                                                   | 0                                                   | 04                                                  | finn / soling                                       |                                                     |
| 05                                                  | Robert Scheidt                                      | 2                                                   | 2                                                   | 1                                                   | 05                                                  | laser / star                                        |                                                     |
| 06                                                  | Torben Grael                                        | 2                                                   | 1                                                   | 2                                                   | 05                                                  | soling / star                                       |                                                     |
| 07                                                  | Marit Bouwmeester                                   | 2                                                   | 1                                                   | 1                                                   | 04                                                  | laser                                               |                                                     |
| 08                                                  | Magnus Konow                                        | 2                                                   | 1                                                   | 0                                                   | 03                                                  | 12m / 8m (1919) / 6m                                |                                                     |
| 08                                                  | Rodney Pattisson                                    | 2                                                   | 1                                                   | 0                                                   | 03                                                  | flying dutchman                                     |                                                     |
| 08                                                  | Mark Reynolds                                       | 2                                                   | 1                                                   | 0                                                   | 03                                                  | star                                                |                                                     |
| 08                                                  | Iain Percy                                          | 2                                                   | 1                                                   | 0                                                   | 03                                                  | finn / star                                         |                                                     |
| 08                                                  | Mathew Belcher                                      | 2                                                   | 1                                                   | 0                                                   | 03                                                  | 470                                                 |                                                     |
| 08                                                  | Hannah Mills                                        | 2                                                   | 1                                                   | 0                                                   | 03                                                  | 470                                                 |                                                     |
| 14                                                  | Tore Holm                                           | 2                                                   | 0                                                   | 2                                                   | 04                                                  | 40 m2 / 8m / 6m                                     |                                                     |
| 15                                                  | Jesper Bank                                         | 2                                                   | 0                                                   | 1                                                   | 03                                                  | soling                                              |                                                     |
| 15                                                  | Marcelo Ferreira                                    | 2                                                   | 0                                                   | 1                                                   | 03                                                  | star                                                |                                                     |
| au moins quatre médailles                           |                                                     |                                                     |                                                     |                                                     |                                                     |                                                     |                                                     |
|                                                     | Alessandra Sensini                                  | 1                                                   | 1                                                   | 2                                                   | 04                                                  | planche á voile                                     |                                                     |
|                                                     | Carlos Espínola                                     | 0                                                   | 2                                                   | 2                                                   | 04                                                  | laser / finn                                        |                                                     |